# San Bernardino County
San Bernardino County is een van de 58 county's in de Amerikaanse deelstaat Californië. Ze ligt in het dunbevolkte zuidoosten van de staat, in de Mojavewoestijn ten oosten van Los Angeles. Het merendeel van de bevolking woont in het zuidwesten van de county, ten zuiden van de San Bernardino Mountains in de San Bernardino Valley. Daar ligt onder andere de hoofdplaats San Bernardino. Dit stedelijke gebied vormt samen met het verstedelijkte westen van Riverside County een agglomeratie die bekendstaat als het Inland Empire. Gecombineerd met de metropool Los Angeles spreekt men van de Greater Los Angeles Area.
Qua oppervlakte is San Bernardino de grootste county van de Verenigde Staten. Alleen de Yukon-Koyukuk Census Area in Alaska is groter in de VS, maar dat behoort tot Alaska's Unorganized Borough en is dus geen county. San Bernardino County is bovendien groter dan 9 Amerikaanse deelstaten en 71 verschillende onafhankelijke landen.

## Geografie
De county heeft een totale oppervlakte van 52.073 km² waarvan 51.936 km² land is en 137 km² of 0,26% water. Dit is 13 keer de oppervlakte van Rhode Island.

### Aangrenzende county's
- Inyo County- noorden
- Clark County in Nevada - noordoost
- Mohave County in Arizona - oosten
- La Paz County in Arizona - zuidoost
- Riverside County- zuiden
- Orange County- zuidwest
- Los Angeles County- westen
- Kern County- westen

### Steden en dorpen
| - Adelanto - Amboy - Angelus Oaks - Apple Valley - Baker - Barstow - Big Bear City - Big Bear Lake - Big River - Bloomington - Bluewater - Cadiz - Chino - Chino Hills - Colton - Crestline - Dagget - Earp - Fontana - Forest Falls - Fort Irwin | - Goffs - Grand Terrace - Hesperia - Highland - Joshua Tree - Lake Arrowhead - Landers - Lenwood - Loma Linda - Lucrene Valley - Lytle Creek - Mentone - Montclair - Morongo Valley - Mountain View Acres - Muscoy - Nebo Center - Needles - Newberry Springs - Nipton - Ontario | - Phelan - Pinon Hills - Rancho Cucamonga - Redlands - Rialto - Running Springs - San Antonio Heights - San Bernardino - Searles Valley - Trona - Twentynine Palms - Twentynine Palms Base - Upland - Victorville - Wrightwood - Yermo - Yucca Valley - Yucaipa - Zzyzx |

## Bezienswaardigheden
- Mojave National Preserve
- Calico, een spookstadje ten noordoosten van Barstow
- Zzyzx (De naam van een weg en een plaats in de county)
- Amboy, een spookdorp aan de oude Route 66
- Joshua Tree National Park
- San Bernardino National Forest

## Geboren in San Bernardino County
- Marc Wilmore (1963-2021), scenarioschrijver, (stem)acteur en tv-producent